# Nemoria carbina
Nemoria carbina är en fjärilsart som beskrevs av Druce 1892. Nemoria carbina ingår i släktet Nemoria och familjen mätare. Inga underarter finns listade i Catalogue of Life.